# Crac Parmalat
Il crac Parmalat è stata una vicenda di bancarotta fraudolenta e aggiotaggio culminata col fallimento della società alimentare italiana Parmalat. Considerato il più grande crac di un'impresa privata in Europa, venne scoperto solo verso la fine del 2003, nonostante successivamente sia stato dimostrato come le difficoltà finanziarie dell'azienda fossero rilevabili già agli inizi degli anni novanta.
L'ammanco lasciato dalla società di Collecchio, mascherato dal falso in bilancio, si aggirava sui quattordici miliardi di euro; al momento della scoperta se ne stimavano la metà. Con l'accusa di bancarotta fraudolenta è stato rinviato a giudizio e in seguito condannato a diciotto anni di reclusione il patron della Parmalat, Calisto Tanzi, nonché numerosi suoi collaboratori tra dirigenti, revisori dei conti e sindaci. Il crollo finanziario della società è costato l'azzeramento del patrimonio azionario ai piccoli azionisti, mentre i risparmiatori che avevano investito in obbligazioni hanno ricevuto solo un parziale risarcimento.
L'impresa, grazie agli effetti della legge 18 febbraio 2004, n. 39, fu salvata dalla cessazione dell’attività; la sua direzione fu affidata all'amministrazione straordinaria speciale di Enrico Bondi, che ne risanò parzialmente i conti a partire dal 2005.

## Gli appoggi politici e le operazioni finanziarie di Tanzi
Negli anni ottanta l'esponente della Democrazia Cristiana Gregorio Maggiali mise in contatto l'amico Calisto Tanzi, titolare della Parmalat, con Ciriaco De Mita, "uomo forte" del partito e in seguito Presidente del Consiglio dei ministri della Repubblica Italiana. Tra l'imprenditore di Collecchio e il politico campano nacque presto una forte amicizia; per esprimere la sua gratitudine a Maggiali, Tanzi gli avrebbe concesso il libero uso dei mezzi di trasporto (autoveicoli e jet privati) della Parmalat, ed emise diversi assegni circolari destinati alla Rayton Fissore, l'azienda automobilistica detenuta dal politico, che versava in cattive acque, per un totale di 1,5 miliardi di lire. Questi finanziamenti illeciti furono rendicontati in bilancio a beneficio di una società fantasma. A seguito di questi rilevamenti si ipotizzò che Tanzi dirottasse grosse somme di denaro alla DC tramite la Rayton Fissore: De Mita fu indagato per concussione, ma l'indagine aperta a suo carico fu in seguito archiviata.
Il trattamento di favore verso la Parmalat ebbe inizio dopo il terremoto dell'Irpinia del 1980: la legge n. 219 del 14 maggio 1981 aveva infatti deliberato lo stanziamento di finanziamenti per la ricostruzione dei territori colpiti. Tanzi chiese aiuti per otto miliardi di lire: nonostante l'istanza fosse stata presentata con dieci giorni di ritardo dalla scadenza, gliene vennero erogati undici. Di lì a poco, nel 1984, la società aprì proprio in Irpinia il suo secondo stabilimento industriale nel sud Italia, a Nusco, il paese natale di De Mita: la commessa per la costruzione fu affidata all'impresa di Michele De Mita, segretario locale della DC e fratello di Ciriaco. La mossa si rivelò piuttosto infelice, dato che l'impianto era lontano dalle autostrade e vicino a imprese inquinanti; per di più nelle pertinenze venne trovato un carico di rifiuti tossici provenienti da La Spezia.
Un ulteriore aiuto giunse sul finire degli anni 1980, quando Parmalat si apprestava a commercializzare il latte a lunga conservazione: non esistendo normative in proposito, il governo De Mita provvide con la legge n. 169 del 3 maggio 1989, che regolarizzò la posizione dell'azienda di Collecchio. Per restituire il favore, Tanzi avrebbe accettato di acquisire tramite Parmalat un'ottantina di agenzie di viaggio riconducibili a De Mita, che rischiavano l'insolvenza.
La campagna di acquisizioni di Parmalat "influenzata" da personalità politiche di allora proseguì con l'incorporazione di Margherita Yoghurt, fortemente indebitata, su indicazione di Francesco Cossiga, il quale, secondo quanto dichiarato dal direttore finanziario della Parmalat del tempo, Fausto Tonna, aveva alcuni parenti soci dell'impresa, e quella di Cipro Sicilia, oberata da debiti per 150 miliardi di lire, per il cui salvataggio intervenne Calogero Mannino.

## I debiti della società e l'occultamento
Le acquisizioni "politicamente connotate" cooperarono ad aggravare la situazione finanziaria di Parmalat, già non ottimale a causa di altre incorporazioni condotte a debito e senza ricapitalizzazione, dell'oneroso programma di sponsorizzazioni (soprattutto sportive) sostenuto dall'azienda, nonché per scelte strategiche rivelatesi errate, come il tentativo di Tanzi di inserirsi nel mercato della televisione privata con Euro TV (poi divenuta Odeon TV), che si risolse in un sostanziale fallimento, con ascolti attorno al 3,5% di share e la mancata trasformazione da syndication a network integrato. Nondimeno, fondi Parmalat venivano regolarmente distratti verso il patrimonio privato dei familiari del patron, che peraltro (come tutti gli altri soci del gruppo) ricevevano ricchi dividendi a fine anno. Da ultimo si stima che circa un miliardo e cento milioni di lire fossero passati, tramite la finanziaria uruguaiana Wishaw Trading, a persone ignote: il tramite sarebbe stato Sergio Piccini, il quale morì in un incidente stradale nel 2000; al suo posto Tanzi assoldò l'ex venditore d'auto Romano Bernardoni.
Pertanto i debiti del gruppo erano stimabili in un centinaio di miliardi di lire già verso la fine degli anni ottanta: per evitare il peggio, Tanzi decise di quotare Parmalat alla Borsa Italiana, trasformandola in una società per azioni. Ciò avrebbe richiesto all'impresa un risanamento dei conti, ma le forti perdite di Odeon TV obbligarono Tanzi a rivolgersi alle banche per un prestito: l'interlocutore privilegiato fu il Monte dei Paschi di Siena, che nonostante l'opposizione del presidente e di alcuni sindaci revisori, affidò infine a una cordata di istituti creditizi capeggiata dalla banca d'affari Centrofinanziaria il compito di erogare 120 miliardi di lire, garantite da un diritto di opzione per l'acquisto e l'eventuale cessione del 52,24% del capitale azionario del gruppo di Collecchio. A completamento dell'operazione, Parmalat dovette liberarsi del ramo televisivo, gravato di per sé da debiti per 160 miliardi di lire: nel 1990 il pacchetto azionario di controllo di Odeon passò quindi alla Sasea, società del finanziere Florio Fiorini, già dirigente Eni.
Le azioni intraprese però non sarebbero bastate a cospetto degli accertamenti che la Consob avrebbe praticato su Parmalat prima di procedere alla quotazione. Per eluderle, il finanziere Gianmario Roveraro suggerì di entrare nel listino di Milano servendosi di una società già quotata, che fu individuata nella Finanziaria Centronord di Giuseppe Gennari, che aveva già fatto parte della cordata bancaria capeggiata da Centrofinanziaria. Essa fu quindi rilevata dalla holding dei Tanzi, che in due operazioni distinte vi "riversò" il 55,4% di Parmalat, grazie a un aumento di capitale di 583 miliardi, di cui 283 destinati a rilevare il controllo societario e 300 per la successiva ricapitalizzazione. Il gruppo di Collecchio fu così riorganizzato attorno alla ex società di Gennari, che mutò nome in Parmalat Finanziaria, controllante un gruppo che dichiarava 58 aziende (25 all'estero) e più di 300 miliardi di lire di fatturato. Due anni dopo la quotazione, nel 1992, un rapporto di Assirevi (organizzazione che rappresenta le principali società italiane di revisione e consulenza contabile) aveva riscontrato carenze significative nella revisione contabile di Parmalat, in particolare nella gestione del bilancio consolidato, ma la questione non fu ulteriormente approfondita.
Tanzi si preoccupò anche di mettersi al riparo da eventuali indagini giornalistiche stipulando accordi finanziari con i mass-media cartacei: attraverso una sua società, la Europa Service, aveva acquistato e regolarmente registrato azioni per 250 milioni di lire del quotidiano di sinistra il manifesto e accordato finanziamenti anche alla testata liberal-conservatrice Il Foglio. 
La quotazione, pur partita sotto i migliori auspici anche grazie a un'artificiosa sovrastima del valore delle azioni Parmalat, non migliorò la situazione debitoria del gruppo, che peraltro scontava le crescenti perdite del ramo turistico (organizzato nella controllata Parmatour) e l'onerosa gestione del Parma Associazione Calcio, militante in Serie A, che grazie alle risorse di Tanzi ottenne negli anni 1990 i migliori risultati della sua storia. Per occultare la voragine Tanzi affidò per anni all'avvocato Gian Paolo Zini il compito di creare una rete di società distribuite tra i Caraibi, il Delaware e le isole Cayman. L'avvocato Zini operava direttamente da New York e, su idea di Fausto Tonna, aveva creato il fondo Epicurum, tramite il quale la Parmalat riversò circa 400 milioni di euro sulla Parmatour: questi soldi venivano registrati come crediti per la società e conferiti nel fondo. L'operazione era del tutto fittizia, ma bastò per ingannare il mercato: il fondo giunse a dichiarare liquidità per 600 milioni di euro. Inoltre al fine di simulare un'ottima salute della società, venne fatto sistematico ricorso a false fatturazioni, le quali figuravano come crediti; dovendo incassarli, Tonna e Bocchi inventarono un fittizio conto corrente presso la Bank of America, in cui figuravano circa 3,95 miliardi di euro tra liquidità e titoli, al fine di avere la credibilità delle banche per ottenerne finanziamenti. Tale conto era intestato alla controllata Bonlat, società offshore costituita nel novembre 1998 alle Isole Cayman sempre su idea di Tonna, con lo scopo precipuo di fungere da recipiente per occultare crediti inesigibili e mascherare irregolarità contabili attraverso varie operazioni, quale ad esempio una plusvalenza di 159 milioni di dollari USA derivante da uno swap con la giapponese Sumitomo Ginkō.
Contestualmente Tanzi riuscì, in modo non chiaro, a realizzare un aumento di capitale della società di 430 miliardi di lire, al 50% garantiti dal proprio patrimonio personale; nello stesso tempo, fece dimettere gran parte del consiglio d'amministrazione della società, lasciandovi solo suoi familiari e i collaboratori più fedeli.
Dal 1993 Parmalat entrò anche nel mercato obbligazionario, grazie alla joint venture con Chase Manhattan Corporation (antesignana di JPMorgan Chase); la domanda di obbligazioni Parmalat superò ampiamente l'offerta e consentì al gruppo di accedere a nuove risorse con cui tamponare i propri ammanchi.

## Il ruolo e i rapporti con la politica italiana e le banche
Poco dopo la fine della prima Repubblica, la procura di Milano aprì un fascicolo d'indagine su alcune dichiarazioni di Tanzi circa finanziamenti a lui imputabili e risalenti già all'anno della nascita di Forza Italia, che sarebbero stati erogati mediante un meccanismo di mancato sconto agli spot pubblicitari in onda sulle reti Mediaset. In questo modo il potenziale sconto di cui poteva godere una grande azienda come la Parmalat con le sue campagne pubblicitarie massive sarebbe confluito indirettamente a Forza Italia: a questo proposito Tanzi dichiarò di aver trasferito quote di pubblicità destinate a essere trasmesse dalla RAI a Publitalia. L'autore di questo accordo sarebbe stato Genesio Fornari, successivamente deceduto.
Nel 1995, a seguito di un'interrogazione parlamentare sui prestiti concessi alla Parmalat dalla Cassa di Risparmio di Parma (per 650 miliardi di lire) e da Banca Monte Parma (per 90 miliardi di lire), la procura incaricò il ragioniere Mario Valla di Parma di rivederne i bilanci degli ultimi tre anni. Presumibilmente Tanzi intendeva crearsi delle vie privilegiate per ottenere facili prestiti dai due gruppi bancari, in cui peraltro era forte la posizione rispettivamente di Luciano Silingardi (ex sindaco Parmalat) e Franco Gorreri (ex direttore finanziario del gruppo di Collecchio). Tra il 1995 e il 1996 si collocherebbe inoltre la promozione di alcune joint-venture tra diverse agenzie viaggi controllate dalla Parmalat e la Compagnia Italiana Turismo, società turistica delle Ferrovie dello Stato, che cedette cinquantacinque agenzie di viaggio alla Parmatour: questo progetto sarebbe stato avallato da Ciriaco De Mita e Claudio Burlando, allora Ministro dei Trasporti e della Navigazione per il governo Prodi I e avrebbe permesso a Tanzi di scaricare i debiti della Parmalat sul partner pubblico. A tal riguardo la procura della Repubblica di Roma indagò anche l'ex-amministratore delegato delle Ferrovie, Lorenzo Necci. Su questa vicenda Burlando negò di avere competenza e puntualizzò che Cimoli, poi nominato amministratore delle FS, aveva ritenuto di non procedere alla trattativa. Nel 1996, durante il governo Prodi, Tanzi aveva partecipato al potenziamento del capitale di Nomisma, società di cui Romano Prodi fu il fondatore, diventandone socio e versando ingenti somme per finanziare la campagna elettorale del centrosinistra per le elezioni politiche del 1996. Cinque anni dopo fu invece Berlusconi a beneficiare del sostegno di Parmalat nella campagna per le elezioni politiche 2001. In sede di procedimento penale il giudice dell'udienza preliminare (GUP) Adriano Padula archiviò l'inchiesta e nel 1998 assolse Tanzi e Tonna dall'accusa di false comunicazioni sociali. 
Sempre nel 1996 i revisori dei conti del gruppo Parmalat iniziarono a notare come alcuni conti di finanziamento, contenenti somme ingenti, non risultassero nella contabilità al 31 dicembre 1996, data di chiusura dell’anno fiscale. Tuttavia, questi conti erano ricomparsi improvvisamente nel mese successivo, gennaio 1997, come se fossero stati "restituiti" o regolarizzati. L'operazione fu giustificata come "temporanea" dalla dirigenza e la società di revisione, fidandosi di una risoluzione in tempi brevi, non ebbe obiezioni a certificare ugualmente i bilanci.
Una delle operazioni più controverse fu poi l'acquisto nel 1999 di Eurolat dal gruppo Cirio di Sergio Cragnotti, che comportò un ulteriore aumento dell'esposizione debitoria, dovuta all'incamerazione del passivo pregresso dell'impresa, tale da inficiare il beneficio del suo elevato fatturato.
Nel 2001 Parmalat commercializzò un nuovo tipo di latte chiamato FrescoBlu, ampiamente pubblicizzato perché portava la data di scadenza a otto giorni dal momento che era stato microfiltrato e pastorizzato, secondo un procedimento che all'epoca era esclusiva del gruppo di Collecchio. Tuttavia, dal momento che le aziende concorrenti insorsero contro la scritta "fresco" che, per legge, doveva essere applicata solo a quel latte la cui data di scadenza era di quattro giorni, la Parmalat fu multata per frode e obbligata a bloccare la distribuzione del nuovo prodotto. Così Tanzi decise di mandare Romano Bernardoni da Gianni Alemanno, allora ministro per le Politiche Agricole e Forestali sotto il governo Berlusconi II, perché desse nuovamente il "via libera" a FrescoBlu. Alemanno fu poi rinviato a giudizio per corruzione, in relazione al fatto che di lì a poco trascorse un periodo di vacanze (inizialmente non pagate) a Zanzibar in un villaggio Parmatour; il ministro rinunciò all'immunità parlamentare e fu infine assolto dalle accuse, avendo poi provveduto al saldo del conto.
Quando nel 2002 Tanzi necessitò di 50 milioni di euro per risollevare le perdite generate da Parmatour, si rivolse a Cesare Geronzi e alla sua Banca di Roma, della quale era consigliere d'amministrazione. Matteo Arpe, amministratore delegato dell'istituto di Mediocredito Centrale, attraverso il quale sarebbe stato concesso il prestito, si oppose all'operazione, ma Geronzi riuscì in ogni caso a far arrivare alle casse di Parmalat la cifra richiesta, che fu poi deviata al settore turismo. Contestualmente Tanzi acquisì la società sicula di acque minerali Ciappazzi, oberata di debiti sospesi, per la maggior parte con la Banca di Roma. I magistrati ipotizzarono che l'operazione fosse stata frutto di una costrizione imposta da Geronzi a Tanzi al fine di ripianare la suddetta esposizione debitoria: Parmalat avrebbe rilevato la Ciappazzi con soldi ricavati mediante l'emissione di un bond, i quali sarebbero stati girati alla Banca di Roma, che così, oltre a riottenere il credito, avrebbe lucrato sulle commissioni legate a tale operazione. In tal modo, pertanto, il debito della società insolvente sarebbe stato ripartito, tramite il bond Parmalat, sul pubblico degli investitori. 
Un anno dopo a sostegno di Parmatour intervenne anche la Banca Popolare di Lodi di Gianpiero Fiorani, che erogò un finanziamento da 25 milioni di euro a titolo personale a Calisto Tanzi, previa concessione come garanzia di un’ipoteca sull’azienda agricola Pisorno (controllata dalla SATA, "società cassaforte" della famiglia Tanzi, che sistematicamente incamerava fondi distratti dal gruppo) e la cessione di un credito futuro che sarebbe stato ottenuto vendendo l'ex stabilimento Polenghi di Lodi. Anche Fiorani, come accertato dalle indagini, era a conoscenza dello stato critico del "sistema" Parmalat; nel 2011 verrà condannato a 3 anni e 8 mesi di reclusione
Le cifre che le banche concedevano a Tanzi servirono anche per proseguire nelle acquisizioni, in modo da dare l'idea che la Parmalat fosse una società solida e in crescita. A tale scopo proseguì anche l'offerta di bond, che dal 1990 fu gestita dal nuovo partner operativo Citigroup, subentrato a Chase Manhattan: grazie alla "maschera dorata" che la ditta si era creata, le obbligazioni Parmalat rimasero ancora per molto tempo molto richieste e ben valutate dalle agenzie di rating e la loro vendita ai risparmiatori proseguirà fino a pochi giorni prima del crac.
I suddetti finanziamenti erogati dalle banche internazionali venivano occultati grazie a società site in paradisi fiscali, quale la Buconero SpA, dietro al cui nome emblematico si presume operasse la Citibank: essa, secondo quanto riportato dallo scrittore Vittorio Malagutti, riuscì a far fluire 100 miliardi di lire attraverso un contratto di associazione di partecipazione, senza dunque che tale cifra comparisse tra i debiti del gruppo Parmalat. Analogamente la Bank of America, oltre a "chiudere un occhio" sui falsi estratti conto a lei intestati in relazione alla già citata Bonlat, istituì una holding che, in compartecipazione con Parmalat, si servì di un ente caritatevole delle isole Cayman per raccogliere quasi 300 milioni di dollari tra gli obbligazionisti e finanziare così la Parmalat Brasile, tecnicamente già fallita: l'accordo fu siglato tra Gregory Johnson, responsabile della security della banca statunitense, e Fausto Tonna.

## I controlli della Consob e la scoperta del crac
Ancora a inizio 2003 Parmalat rilanciò la propria offerta di bond, suscitando diffuse perplessità tra la stampa economica e gli addetti ai lavori, i quali si chiesero come mai un'azienda dichiarante miliardi di euro in liquidità continuasse a indebitarsi per raccogliere fondi.
Di lì a poco la Consob avviò dei controlli sui bilanci della Parmalat: Tanzi, presentendo l'imminenza della scoperta del catastrofico stato della società, chiese vanamente aiuto a Silvio Berlusconi e ad altri politici perché intervenissero presso le banche e la Consob.
Il 4 dicembre si scoprì che i 600 milioni del fondo Epicurum non esistevano; due giorni dopo Tanzi si recò a Roma per incontrare rappresentanti di Capitalia, Banca Intesa e Sanpaolo IMI, ai quali per la prima volta ammise apertamente l'esistenza di un "buco" miliardario. A dispetto di ciò, nell'immediato non furono intraprese azioni e la vendita di obbligazioni non venne sospesa.
A stretto giro, l'8 dicembre andò in scadenza un bond da 150 milioni di euro, che Parmalat non riuscì ad onorare; contestualmente un comunicato stampa rese nota l'inesistenza di Epicurum. Il 12 dicembre uno dei revisori contabili del gruppo (che dal 1994 in poi aveva regolarmente certificato tutti i bilanci a dispetto delle molteplici avvisaglie di irregolarità e violazioni formali e sostanziali), intervistato da "Il Sole 24 Ore", affermò l'esistenza di un conto con un importo «molto consistente» nella disponibilità di Parmalat, acceso presso una filiale newyorkese di Bank of America (era il fittizio rapporto intestato alla controllata Bonlat, con sede alle isole Cayman), e si disse sorpreso del ritardo nel pagamento delle obbligazioni. I revisori erano infatti in possesso di un estratto conto datato 6 marzo 2003, dal quale risultavano 336 milioni di dollari liquidi e 3,6 miliardi in titoli.
Ciò non bastò a rassicurare i mercati: tra il 9 e il 10 dicembre Standard & Poor's, che aveva sempre dato giudizi positivi alle obbligazioni Parmalat, ne declassò per due volte il rating, esprimendo pubblicamente dubbi sulla solvibilità del gruppo alimentare italiano. Il titolo fu contestualmente sospeso per tre giorni dalla contrattazione a Piazza Affari e l'11 dicembre, una volta riammesse nell'indice S&P Mib, le azioni Parmalat crollarono da un valore iniziale di 2,2375 euro a uno finale di 1,1900 euro, in calo del 46,8%.
Il 15 dicembre il consiglio di amministrazione, in cui ancora sedevano Tanzi, Tonna e Gorreri, si dimise: al patron subentrò Enrico Bondi, già precedentemente ingaggiato come consulente, in qualità di amministratore straordinario. La prima azione del nuovo amministratore fu l'avvio di un'azione legale contro le banche creditrici, accusandole di aver emesso bond fino all'ultimo momento pur essendo consapevoli della situazione disastrosa in cui versavano i bilanci di Parmalat. Bondi stimò che Deutsche Bank avesse, a fronte di un prestito di 140 milioni di euro, guadagnato interessi per 217 milioni (+140%), Unicredit Banca da 171 milioni di euro ne avrebbe ricavati 212 (+124%), mentre Capitalia avrebbe incassato il 123% in più di quanto aveva prestato alla Parmalat. Paradigmatico a questo proposito fu il bond di 420 milioni di euro emesso dalla banca svizzera UBS: effettivamente solo 110 milioni furono incassati da Collecchio, mentre i restanti 290 milioni tornarono indietro alla banca come assicurazione in caso di insolvenza. Quanto al bond da 150 milioni di euro scaduto l'8 dicembre venne saldato, con circa una settimana di ritardo, grazie all'intervento di una cordata bancaria composta da Banca Intesa, Banca Popolare di Lodi, Banca Popolare dell'Emilia Romagna e BPU Banca.
Al medesimo tempo, tra il 12 e il 15 dicembre, l'ufficio controlli societari della Consob convocò i revisori dei conti di Parmalat, chiedendo loro conto del perché, con quasi 4 miliardi di liquidità dichiarata, l'azienda non riuscisse a ripagare le proprie obbligazioni, e raccomandando di effettuare delle verifiche. I revisori provvidero pertanto a controllare l'esistenza della filiale di Bank of America riportata sull'estratto conto del 6 marzo e quindi provarono a recarvisi per reperire informazioni; tuttavia fu impedito loro l'accesso e non gli fu data alcuna risposta. Quest'ultima giunse infine per via telematica nella notte tra il 17 e il 18 dicembre: l'istituto creditizio statunitense smentì l'esistenza del conto Bonlat e affermò che il documento del 6 marzo era del tutto falso. Come verrà successivamente appurato, la "pezza" contraffatta era stata confezionata direttamente negli uffici Parmalat con l'ausilio di uno scanner. 
I revisori informarono immediatamente la Procura della Repubblica di Milano e la Consob; due giorni dopo, il 19 dicembre 2003, la notizia divenne di dominio pubblico e accese i riflettori sullo scandalo.
Il 22 dicembre Tanzi fu iscritto nel registro degli indagati per falso in bilancio presso la Procura della Repubblica di Milano; nel frattempo il valore di un'azione della Parmalat era sceso a 0,11 centesimi di euro, ma anche gli indici delle banche connesse alla crisi finanziaria persero punti, con Capitalia in decremento del -6% e Monte dei Paschi del -5%. Lo stesso giorno gli obbligazionisti statunitensi, onde scongiurare il rischio di cross default, decisero di non intraprendere richieste di risarcimento fintanto che Bondi non avesse redatto un piano di salvataggio.
Il 1º gennaio 2004 Bondi - nominato intanto commissario straordinario - stabilì che il primo asset che la Parmalat avrebbe ceduto sarebbe stato il Parma Associazione Calcio e qualche giorno più tardi la Consob depositò una richiesta di annullamento del bilancio dell'anno precedente della Parmalat. Il 20 gennaio seguirono le dimissioni di Silingardi, mentre il 23 gennaio un ex-collaboratore dei direttori finanziari Tonna e Del Soldato, Alessandro Bassi, il quale era stato già sentito come testimone dai pubblici ministeri, fu trovato morto, precipitato da un ponte: l'ipotesi più accreditata dagli inquirenti fu il suicidio. Non mancano però ipotesi di omicidio come quella formulata nel libro di Livio Consigli Il tesoro di Tanzi. Nel contempo sia lo Stato, attraverso un finanziamento di 150 milioni, sia Banca Intesa dopo un appello promosso da Bondi si occuparono del risanamento del gruppo di Collecchio (le cui linee produttive non si fermarono mai) perché potesse continuare l'attività. Intanto gli istituti di credito si dichiararono vittime della frode della Parmalat e lo stesso Governatore della Banca d'Italia del tempo, Antonio Fazio, in un'audizione al Senato del 2004, si disse convinto che tanto le banche italiane quanto quelle straniere non fossero consapevoli della situazione in cui versava la società di Tanzi.
Nel 2005 il Ministro della giustizia Roberto Castelli avviò un'ispezione a carico di Padula durante il suo operato quale GUP di Parma. Emerse che questi aveva insistito con Tanzi per avere sconti per i viaggi nei villaggi Parmatour, che pagò peraltro solo dopo che fu scoperto l'ammanco, oltre due anni dopo; per questo il magistrato fu sanzionato dal Consiglio Superiore della Magistratura nel 2006 col trasferimento presso altro ufficio e con la decurtazione di sei mesi di anzianità.

## Le indagini e i processi
Dopo alcune indagini ed i primi arresti, viene stabilita dalla Cassazione, il 1º marzo 2004, la celebrazione di due indagini (e processi) paralleli. Alla procura di Milano venne attribuita la competenza delle indagini per aggiotaggio, ostacolo alla vigilanza, falso in comunicazioni (sociali e ai revisori) e ostacolo all'esercizio delle funzioni di vigilanza della Consob. A quella di Parma, l'associazione a delinquere e bancarotta. Il 29 maggio la Procura di Milano ottenne il rinvio a giudizio di 29 persone fisiche, tra cui Calisto Tanzi, e tre persone giuridiche, componenti del consiglio di amministrazione Parmalat, sindaci, direttori, contabili, revisori dei conti, funzionari di Bank of America.
Tra le persone giuridiche imputate vi furono la Bank of America e le società di revisione Grant Thornton (ex Italaudit) e Deloitte & Touche.
Durante il processo, Tanzi ha dichiarato alla magistratura italiana di aver finanziato fin dagli anni sessanta diverse banche, per ottenere crediti e condizionarne le nomine. Dai verbali di queste dichiarazioni inoltre risultano tra i finanziati molti nomi di politici, gran parte dei quali riconducibili alla Democrazia Cristiana di allora: Arnaldo Forlani, Emilio Colombo, Paolo Cirino Pomicino, Fabio Fabbri, Claudio Signorile, Calogero Mannino, Carlo Fracanzani, Francesco Speroni, Stefano Stefani, Massimo D'Alema, Lamberto Dini, Gianfranco Fini, Ciriaco De Mita, Bruno Tabacci, Adriano Sansa, Oscar Luigi Scalfaro, Pier Luigi Bersani, Renzo Lusetti, Giuseppe Gargani, i quali hanno peraltro tutti negato la circostanza. Hanno invece ammesso di aver ricevuto somme inferiori ai cinquemila euro, e quindi esenti da dichiarazione, Pier Ferdinando Casini, Romano Prodi, Rocco Buttiglione, Pierluigi Castagnetti e Mariotto Segni. Mentre la procura di Parma ha accertato e rintracciato questi flussi di denaro, molti si sono difesi in virtù del fatto che pensavano che i fondi in questione provenissero direttamente da Tanzi e non dalle casse della sua società. Nel 2004 Fausto Tonna avrebbe parlato del coinvolgimento di Donatella Zingone, moglie del politico Lamberto Dini, e di Franco Bonferroni. La prima aveva posseduto una linea di supermercati in Costa Rica: uno stabilimento di questi sarebbe stato comprato da un consulente di Tanzi, Ottone, «a un prezzo a dir poco osceno» con i soldi di Parmalat Nicaragua. Il secondo avrebbe consigliato l'acquisto di certi stabilimenti in Vietnam e Cambogia, operazioni per cui avrebbe percepito delle commissioni. In merito al finanziamento al quotidiano Il Foglio, Tanzi ha dichiarato di aver versato dai 500 milioni al miliardo di lire, ma interpellato dal procuratore di Bologna, Vito Zincani, Ferrara non ha ritenuto di dover deporre. L'autorità giudiziaria italiana rilevò che sono uscite dalle casse della Parmalat, coperti in bilancio dalla voce sponsorizzazione, circa 12 milioni di euro. Inoltre riguardo l'acquisizione di Eurolat la magistratura ha supposto che l'operazione d'acquisto da parte di Parmalat fosse stata pilotata da gruppi bancari per alleggerire la loro esposizione in posizioni "incagliate" con un'operazione contestata anche dall'Autorità per la Concorrenza.
Il 18 dicembre 2008 il Tribunale di Milano ha emesso una sentenza, definita "a sorpresa", sul caso Parmalat. Dei 29 imputati, dopo patteggiamenti e applicazioni di leggi "controverse" (come la ex Cirielli), tra le persone fisiche giudicate con rito ordinario, risultò condannato il solo Calisto Tanzi, a 10 anni di reclusione. Tra le persone giuridiche, anche la Grant Thornton/Italaudit, sanzionata con 240.000 euro e una confisca di 455.000 euro. Tra quelli che avevano scelto il patteggiamento: condannate, con una serie di pene che vanno dai cinque mesi e 10 giorni ai due mesi, otto persone fisiche, tra le quali Paola Visconti (nipote di Calisto Tanzi), la Deloitte & Touche e Dianthus (che avevano, nel frattempo, già risarcito migliaia di parti civili). Tra i prosciolti figurano: Enrico Barachini, Giovanni Bonici (di Parmalat Venezuela), Paolo Sciumè (ex membro del C.d.A. di Parlamat di Collecchio) e il banchiere Luciano Silingardi. Per quanto riguarda la posizione di Bank of America, prosciolta, il P.M. Francesco Greco dichiarava che «è stata riconosciuta la prescrizione per altro modificata dalla legge Cirielli». Il 18 aprile 2011 il Tribunale di Milano ha assolto le banche coinvolte per il reato di aggiotaggio informativo: Morgan Stanley, Bank of America, CitiGroup e Deutsche Bank. La decisione del Tribunale di Milano inoltre negò il risarcimento per circa 30.000 piccoli risparmiatori che avevano sottoscritto i bond emessi dalla Parmalat prima del crac.
Il processo penale cosiddetto Parmalat principale iniziò a Parma con l’udienza preliminare del 5 giugno 2006 con 68 imputati di cui molti di essi fra sindaci e revisori chiuderanno la vicenda patteggiando una pena.
Gli imputati principali andranno quasi tutti a dibattimento, ad eccezione di Luciano Del Soldato, direttore generale e direttore finanziario di Parmalat SpA e Gian Paolo Zini avvocato del gruppo e ritenuto ideatore del fondo Epicurum,  i quali opteranno per il giudizio abbreviato.
All’esito del giudizio celebrato con rito abbreviato nel luglio 2007, Zini venne condannato alla pena di anni 7 e mesi 9 di reclusione e Del Soldato alla pena di anni 7 di reclusione. Il difensore di Del Soldato, Avvocato Gianluca Paglia, si rivelò subito critico per l'eccessività della condanna, e in una conferenza stampa annunciò il ricorso in Appello attendendosi una riduzione di pena. Successivamente la Corte d’Appello di Bologna ridurrà la pena a 6 anni e 3 mesi per Del Soldato.
Anche per Zini, difeso dall’avvocato Nadia Alecci, la Corte d’Appello ridurrà la condanna a 6 anni e 2 mesi. Entrambi saranno affidati in prova ai servizi sociali e non vedranno più il carcere. Saranno però condannati ad una provvisionale di un miliardo di euro in favore di Enrico Bondi, Commissario straordinario del Gruppo Parmalat, rappresentato dall’Avvocato Marco De luca. La Cassazione ridurrà ulteriormente la pena per Zini e la confermerà per Del soldato.
Gli altri imputati andarono a dibattimento : Calisto Tanzi difeso dall’avvocato Giampiero Biancolella impostò la difesa sul filone bancario. Venne condannato ad una pena definitiva ridotta dalla Cassazione a 17 anni e 5 mesi. 
Fausto Tonna , storico direttore finanziario di Parmalat e braccio destro di Tanzi, scelse come linea quella della collaborazione durante le indagini; venne condannato in primo grado dal Tribunale di Parma a 14 anni di reclusione. A seguito di una serie di ricorsi più volte annunciati dal suo difensore, Avv. Prof. Oreste Dominioni, la pena definitivamente inflitta per Tonna fu ridotta di 6 anni e 9 mesi, che cumulata alle condanne nel filone Parma tour e quella dell’aggiotaggio del Tribunale di Milano arrivò a 8 anni e 11 mesi. Per Tonna si riaprirono però le porte del carcere a distanza di 17 anni dal crac. L’avvocato Dominioni fu critico da sempre verso il trattamento sanzionatorio riservato a Tonna.
Anche il direttore marketing , Domenico Barilli, andò in carcere a seguito della conferma da parte della cassazione della condanna a 7 anni e 8 mesi , quest’ultimo, difeso dall’avvocato Fabio Fabbri, ex senatore del partito socialista e ultimo ministro della Difesa nella prima Repubblica, tornò in libertà dopo pochi mesi.
Così pure Luciano Silingardi , storico presidente della Cassa di risparmio di Parma e membro del cda Parmalat, fu arrestato all’esito del giudizio di cassazione, con una condanna a 5 anni e 9 mesi, che venne sommata a quella di Milano per il reato di aggiotaggio.

## Filmografia
- Il gioiellino - film del 2011 diretto da Andrea Molaioli